# The Team
The Team, dansk titel Mord uden grænser, är en sameuropeisk dramaserie från 2015. Serien är utvecklad och skriven av Mai Brostrøm och Peter Thorsboe, skapare av Mordkommissionen, Örnen och Livvakterna. Handlingen följer poliser och experter i Tyskland, Belgien och Danmark som genom Europol kopplats samman i en gemensam utredningsgrupp (”Joint Investigation Team”, förkortas JIT) på grund av en serie fall med gemensamma beröringspunkter. 
En av samproducenterna är SVT där serien började visas 13 mars 2015. Svenska kompositören Jean-Paul Wall står för musiken.
En andra säsong av serien premiärvisades i Belgien den 23 juli 2018.

## Rollista
- Lars Mikkelsen - Harald Bjørn
- Jasmin Gerat - Jackie Mueller
- Veerle Baetens - Alicia Verbeeck
- Carlos Léal - Jean-Louis Poquelin
- Nicholas Ofczarek - Marius Loukauskis
- Ida Engvoll - Kit Ekdal
- Alexandra Rapaport - Liv Eriksen
- Marie Bach Hansen - Nelly Winther
- Lynn Van Royen - Paula Liekens